# Donald Calthrop
Donald Calthrop (* 11. April 1888 in London-Chelsea; † 15. Juli 1940 in Eton, Berkshire) war ein britischer Schauspieler und Theatermanager.

## Leben
Der Enkel des irisch-amerikanischen Dramatikers Dion Boucicault gab sein Bühnendebüt 1906 am Londoner Comedy Theatre in dem Stück A Wire Entanglement. Anschließend wirkte er an diversen anderen hauptstädtischen Bühnen wie dem Haymarket Theatre. Dort reüssierte Calthrop sowohl in komödiantischen als auch in klassischen Rollen, 1917 hatte er einen großen Erfolg mit der musikalischen Westend-Komödie The Boy. 1923 ging Calthrop als Manager ans King’s Way Theatre, wo er diverse Shakespeare-Stücke zur Aufführung brachte. Vom Juni bis August 1926 trat Calthrop am New Yorker Broadway in der Musikrevue The Merry World (87 Vorstellungen) auf.
Vor die Kamera trat Calthrop erstmals 1916, im Jahr darauf spielte er in Masks and Faces an der Seite seines Onkels Dion Boucicault junior (1859–1929). Ein weiteres Jahr später, im letzten Weltkriegsjahr 1918, machte Donald Calthrop auf sich aufmerksam mit der Titelrolle des legendären britischen Seefahrers Nelson in dem gleichnamigen Historienepos von Maurice Elvey. Seit den späten 1920er Jahren wirkte Calthrop regelmäßig in Filmen mit.
Der schmale Schauspieler mit dem knappen Haaransatz war gut zehn Jahre lang abonniert auf zwielichtige, maliziöse und offen schurkische Charaktere; vor allem der junge Alfred Hitchcock setzte Calthrop in den ersten Tonfilmjahren mehrfach ein. Eine weitere wichtige Rolle spielte Calthrop mit dem Bob Crachit in Henry Edwards’ Dickens-Verfilmung Scrooge. Donald Calthrop starb kurz vor der Vollendung der Dreharbeiten zu der Shaw-Adaption Major Barbara.

## Filmografie
- 1916: Wanted a Widow
- 1916: Altar Chains
- 1917: Masks and Faces
- 1917: The Gay Lord Quex
- 1918: Goodbye
- 1918: Nelson
- 1928: Shooting Stars
- 1928: The Flying Squad
- 1929: Erpressung (Blackmail)
- 1929: Atlantik
- 1929: Elstree Calling
- 1929: Song of Soho
- 1930: Juno and the Paycock
- 1930: Loose Ends
- 1930: Two Worlds
- 1930: Murder
- 1930: Spanish Eyes
- 1930: Cape Forlorn
- 1931: Uneasy Virtue
- 1931: Many Waters
- 1931: The Bells
- 1931: The Ghost Train
- 1932: Nummer siebzehn (Number 17)
- 1932: Rom-Expreß (Rome Express)
- 1933: Early to Bed
- 1933: Friday the Thirteenth
- 1933: Ich war Spion (I Was a Spy)
- 1934: Hauptmann Sorrell und Sohn (Sorrell and Son)
- 1934: Red Ensign
- 1934: Nine Forty-Five
- 1934: The Phantom Light
- 1935: Maddalena (The Divine Spark)
- 1935: The Clairvoyant
- 1935: Scrooge
- 1936: Die Liebe eines Fremden (Love From a Stranger)
- 1936: Café Colette
- 1936: Broken Blossoms
- 1936: Der Mann, der sein Gehirn austauschte (The Man Who Changed His Mind)
- 1936: Feuer über England (Fire Over England)
- 1937: Träumende Augen (Dreaming Lips)
- 1938: Shadow of Death
- 1939: Band Waggon
- 1939: Let George Do it
- 1940: Charley’s (Big-Hearted) Aunt
- 1940: Major Barbara

## Einzelnachweis
1. ↑  Donald Calthrop in der Internet Broadway Database, abgerufen am 22. Februar 2021 (englisch)

| Personendaten    | Personendaten                              |
| ---------------- | ------------------------------------------ |
| NAME             | Calthrop, Donald                           |
| KURZBESCHREIBUNG | britischer Schauspieler und Theatermanager |
| GEBURTSDATUM     | 11. April 1888                             |
| GEBURTSORT       | London-Chelsea                             |
| STERBEDATUM      | 15. Juli 1940                              |
| STERBEORT        | Eton, Berkshire                            |